# Walter Granger
Walter Willis Granger (Middletown Springs, 7 novembre 1872 – Lusk, 6 settembre 1941) è stato un paleontologo statunitense che partecipò a importanti campagne di scavo negli Stati Uniti, in Egitto, in Cina e in Mongolia.
Nel 1890, all'età di 17 anni, ottenne un lavoro come tassidermista con un amico di suo padre all'American Museum of Natural History di New York. Lavorando sul campo con le spedizioni del museo nell'ovest americano nel 1894 e nel 1895, Granger si interessò alla "caccia" ai fossili. Nel 1896 entrò a far parte del Dipartimento di Paleontologia dei Vertebrati del museo. Nel 1897, durante una spedizione nel Wyoming, scoprì la Bone Cabin Quarry, vicino a Laramie. Negli otto anni successivi, il sito restituì i fossili di 64 dinosauri, inclusi esemplari di Stegosaurus, Allosaurus e Apatosaurus.
La notizia delle scoperte di fossili di vertebrati da parte dei tedeschi e dei britannici in Egitto portò Granger a imbarcarsi nel 1907 con il suo superiore Henry Fairfield Osborn nella prima caccia ai fossili organizzata dagli Stati Uniti al di fuori del Nordamerica. La regione del Fayum in Egitto conteneva una delle faune più completi di vertebrati cenozoici mai trovati, e produsse una collezione di esemplari che migliorò la reputazione del museo, così come quella di Granger.
In qualità di assistente curatore del Dipartimento di Paleontologia dei Vertebrati del museo, Granger era sufficientemente esente da doveri amministrativi da poter trascorrere per molti anni una media di cinque mesi all'anno sul campo, principalmente nell'ovest americano, oltre a scrivere due o tre importanti articoli scientifici ogni anno. Nel 1921 si recò in Cina e Mongolia come capo paleontologo della terza spedizione del museo nella zona. Sotto la direzione di Johan Gunnar Andersson, Granger aiutò a iniziare gli scavi nel sito di Zhoukoudian, che produsse "L'uomo di Pechino" (Homo erectus pekinensis). La scoperta iniziale di un dente di ominide a Zhoukoudian fu però fatta nel 1921 da un altro paleontologo, Otto Zdansky.
Il lavoro di Granger in Cina lo portò anche nell'area delle Tre Gole del fiume Yangtze, ma furono le sue cinque spedizioni nel 1922, 1923, 1925, 1927 e 1928 nel deserto del Gobi della Mongolia, in associazione con il leggendario Roy Chapman Andrews, a condurre le più famose scoperte di Granger, tra cui Velociraptor, Oviraptor e Protoceratops; il pubblico tendeva ad associare queste scoperte di dinosauri al più famoso Andrews.
Granger divenne curatore dei mammiferi fossili al museo nel 1927 e assunse anche la carica di curatore di paleontologia nel Dipartimento di esplorazione e ricerca asiatica del museo. Nel 1935 divenne presidente del prestigioso Club degli Esploratori.
Sebbene Granger fosse uno dei più importanti paleontologi del suo tempo, non ricevette un diploma accademico formale fino al 1932, quando il Middlebury College nel Vermont gli conferì un dottorato onorario.